# Station Antwerpen-Kiel
Station Antwerpen-Kiel aan spoorlijn 52 in het district Antwerpen, aan het Kielsbroek ten noordwesten van de Antwerpse wijk Kiel gelegen, begon aan het einde van 1918 zijn bestaan als goederenstation om de druk op het station Antwerpen-Zuid te verlichten en de petroleuminstallaties op Petroleum-Zuid beter te kunnen bedienen.
Antwerpen-Berchem · Antwerpen-Centraal · Antwerpen-Dam · Antwerpen-Dokken en -Stapelplaatsen · Antwerpen-Harwich · Antwerpen-Haven · Antwerpen-Kiel · Antwerpen-Linkeroever · Antwerpen-Luchtbal · Antwerpen-Noord · Antwerpen-Noorderdokken · Antwerpen-Oost · Antwerpen-Schijnpoort · Antwerpen-Waas · Antwerpen-Zuid · Borgerhout · Ekeren · Ekeren-Brug · Fort 6 · Fort 7 · Fort 8 · Hoboken-Kapelstraat · Hoboken-Polder · Leugenberg · Merksem · Molenveld · Sint-Mariaburg · Wilrijk